# Lollipop (Big Bang e 2NE1)
Lollipop è un singolo dei Big Bang e delle 2NE1, pubblicato il 27 marzo 2009, realizzato per promuovere un telefono cellulare della LG Cyon. È stato realizzato utilizzando una interpolazione del brano del 1958 scritto day Julius Dixson e Beverly Ross. Il brano ha avuto un buon successo in patria, rimanendo per quattro settimane consecutive al vertice della classifica del portale musicale M.Net. Lollipop è inoltre stato utilizzato come singolo di debutto non ufficiale delle 2NE1, che debutteranno ufficialmente qualche settimana dopo con Fire.

## Tracce
Download digitale
1. Lollipop - 3:08